# Music Box (album của Mariah Carey)
Music Box là album phòng thu thứ ba của nghệ sĩ thu âm người Mỹ Mariah Carey, phát hành tại Bắc Mỹ vào ngày 31 tháng 8 năm 1993 bởi Columbia Records. Nó là tập hợp những bản ballad mà hầu hết được đồng viết lời bởi Carey và Walter Afanasieff, người đã hợp tác với cô trong album phòng thu trước Emotions (1991), và một vài bản nhạc dance đương đại. Trong quá trình thực hiện album, với mong muốn mở rộng thêm nhiều tầng lớp khán giả, nữ ca sĩ đã theo đuổi những âm thanh mang chất pop/R&B hơn. Ngoài ra, Carey cũng thử nghiệm nhiều loại nhạc cụ khác nhau, được xem là nỗ lực giúp âm nhạc của cô trở nên hiện đại hơn so với những tác phẩm trước của nữ ca sĩ. Hai bài hát khác không được sử dụng từ quá trình thu âm album đã được phát hành làm những đĩa đơn mặt B: "Do You Think of Me" và "Everything Fades Away".
Để tạo nên thành công cho Music Box với một định hướng mới, Carey và Afanasieff đã tìm kiếm những nhà sản xuất mới tiềm năng và có tính sáng tạo cao, cũng như một số tên tuổi từ những bản phát hành trước của Carey. Kenneth "Babyface" Edmonds bắt đầu làm việc với Carey cho Music Box, và tham gia sáng tác "Never Forget You". Nhiều nhà viết lời và nhà sản xuất khác cũng tham gia vào quá trình thực hiện nó, bao gồm Robert Clivillés và David Cole (bộ đôi còn được biết đến là C+C Music Factory) và Daryl Simmons. Mặc dù nhận được sự hỗ trợ từ nhiều nhà sản xuất tài năng, phần lớn những bài hát đều được viết lời bởi Carey và Afanasieff. Trong những dự án tiếp theo, ông sẽ tiếp tục cộng tác chặt chẽ với nữ ca sĩ, cho đến album phòng thu thứ bảy của cô, Rainbow (1999), nơi ông vắng mặt trong khâu viết lời của tất cả những bài hát.
Bốn đĩa đơn đã được phát hành từ Music Box. Ba đĩa đơn đầu tiên, "Dreamlover", "Hero" và "Without You" trở thành những đĩa đơn quán quân trên toàn cầu, trong đó hai đĩa đơn đầu tiên đều đạt vị trí số một ở Hoa Kỳ, và "Without You" trở thành bài hát thành công nhất trong sự nghiệp của Carey trên thị trường quốc tế. Ngoài ra, nó cũng giúp Carey đạt ngôi vị quán quân lần đầu tiên ở một số quốc gia châu Âu và vươn đến top 3 ở Hoa Kỳ. Để quảng bá cho Music Box, Carey bắt tay thực hiện chuyến lưu diễn ngắn hạn nhưng thành công Music Box Tour, đi qua một vài thành phố ở Bắc Mỹ. Ngoài ra, nó còn gặt hái nhiều giải thưởng và đề cử tại những lễ trao giải lớn, nổi bật nhất là hai đề cử giải Grammy đều ở hạng mục Trình diễn giọng pop nữ xuất sắc nhất cho "Dreamlover" tại lễ trao giải thường niên lần thứ 36 và "Hero" một năm sau đó.
Sau khi phát hành, Music Box nhận được những phản ứng trái chiều từ các nhà phê bình âm nhạc, chủ yếu vấp phải nhiều ý kiến chỉ trích cho rằng giọng hát nữ ca sĩ có phần thụ động hơn so với những tác phẩm trước. Tuy nhiên, nó đã gặt hái những thành công vượt trội về mặt thương mại, đứng đầu bảng xếp hạng Billboard 200 trong tám tuần không liên tiếp, và là album đầu tiên của Carey được chứng nhận đĩa Kim cương từ Hiệp hội Công nghiệp ghi âm Mỹ (RIAA), công nhận lượng đĩa tiêu thụ đạt mười triệu bản tại đây. Trên thị trường quốc tế, đĩa hát trở thành album đầu tiên của Carey đứng hạng nhất ở Úc, Pháp, Đức, Hà Lan, Thụy Sĩ và Vương quốc Anh, cũng như lọt vào top 5 ở hầu hết những quốc gia nó xuất hiện. Tính đến nay, Music Box đã bán được hơn 40 triệu bản trên toàn cầu, trở thành một trong những album bán chạy nhất mọi thời đại và là album bán chạy nhất trong sự nghiệp của Carey.

## Bối cảnh
—Afanasieff nói về "Dreamlover" trước và sau khi ông tham gia thực hiện.
Năm 1988, Carey được phát hiện bởi Tommy Mottola, giám đốc điều hành của Columbia Records, và nhanh chóng được ký hợp đồng với hãng đĩa. Album phòng thu đầu tay mang chính tên của Carey, phát hành năm 1990, tập trung vào việc hoàn thiện một số bản nhạc mà cô đã viết thời trung học với Ben Margulies. Ngoài bảy bài hát từ băng thu nháp của Carey, bốn bài hát khác cũng được viết và sản xuất bởi Margulies và một loạt các nhà sản xuất âm nhạc nổi tiếng. Nó nhận được nhiều lời khen ngợi từ giới phê bình, trong đó họ gọi đây là một màn ra mắt trưởng thành, mang đầy đủ ảnh hưởng của nhiều thể loại khác nhau, như pop, R&B và soul. Album trở thành một thành công thương mại, bán được hơn 15 triệu bản trên toàn cầu. Trong lúc tạo nên những tác động mạnh mẽ đối với thị trường nhạc pop, Carey bắt đầu quan tâm đến việc thay đổi phong cách âm nhạc của mình và chuyển hướng khỏi nhạc pop đối với bản thu âm thứ hai, Emotions (1991). Sau thành công của album đầu tay, Columbia cho phép nữ ca sĩ nắm nhiều quyền kiểm soát hơn để có thể chủ động thay đổi cách phát triển thể loại nhạc, giai điệu và sản xuất.
Với vai trò của một người đứng đầu dự án, nữ ca sĩ có nhiều quyền kiểm soát hơn so với bất kỳ album nào khác, và cô bắt đầu đưa nó theo một hướng mới, cùng với Walter Afanasieff, người duy nhất còn giữ lại từ khi cô ra mắt. Đối với đĩa hát phòng thu thứ ba, cô đã cộng tác với một loạt các nhạc sĩ, cũng như nhà sản xuất thu âm. Ngoài Afanasieff, Kenneth "Babyface" Edmonds, một người sẽ thường xuyên cộng tác với Carey trong tương lai gần, cũng tham gia vào dự án. Babyface đã đồng sáng tác "Never Forget You", một bài hát được phát hành dưới dạng mặt B (độc quyền ở Hoa Kỳ) cho "Without You". Music Box chủ yếu bao gồm những bản ballad chậm (ngoại trừ "Dreamlover", "Now That I Know" và "I Been Thinking about You"), và có sự tham gia hợp tác từ một số nhà sản xuất và viết lời từ Emotions, như Clivillés & Cole (của C+C Music Factory), những người đồng sáng tác "Now That I Know", một bản pop ballad với tiết tấu nhanh, vốn sử dụng công thức tương tự như các bản nhạc của album phòng thu trước. Một nhà viết lời kiêm nhà sản xuất khác cũng làm việc cho album là David Hall, người cộng tác với Carey cho đĩa đơn đầu tiên từ album "Dreamlover". Carey đã làm việc với Hall trong toàn bộ quá trình sản xuất nó, và để giúp đỡ một số phần cải biên cho bài hát, Mottola đã tìm đến sự hỗ trợ của Afanasieff, người đảm nhận khâu hoàn thiện cuối cùng để biến "Dreamlover" thành một bản hit thương mại hơn.

## Nhạc và lời
Emotions là tập hợp những bản nhạc lấy cảm hứng từ nhiều bản ballad và phúc âm của thập niên 1950, 1960 và 1970, cũng như tiếp tục triển khai phong cách R&B và soul của Carey. Mặc dù nhận được một số lời khen ngợi về tính trưởng thành và mộc mạc, nó đã không vươn đến đỉnh cao về mặt thương mại lẫn phê bình như album đầu tay của nữ ca sĩ, với lượng đĩa tiêu thụ ít hơn và thất bại trong việc giới thiệu tên tuổi Carey ở những thị trường mới. Sau những kết quả không mong muốn, Columbia quyết định cố gắng quảng bá Carey theo công thức tương tự như đĩa hát đầu tiên, tập trung sản xuất một album mang tính thương mại và thân thiện với sóng phát thanh hơn. Kế hoạch của họ là giảm bớt vai trò trong giọng hát của Carey và mềm mại hóa quá trình sản xuất album, để tạo nên một bản thu âm pop/R&B đương đại hơn.
Một trong những điểm khác biệt đáng chú ý giữa Music Box với những album trước của Carey là phần âm thanh của nó. Nó được Afanasieff mô tả là một album nhẹ nhàng và mang hơi hướng pop hơn, "lấp đầy các bài hát bằng không khí", và cho phép nhiều không gian hơn trong tổng thể âm thanh. Một thay đổi đáng chú ý khác đến từ quá trình sản xuất album. Khi Mariah Carey được phát hành, các nhà phê bình chú ý đến chất lượng "được sản xuất quá mức" và "hoàn hảo đến từ phòng thu", trong khi Emotions duy trì "những âm thanh sống động." Tuy nhiên, Music Box lại cân bằng giữa hai khía cạnh trên, một quyết định được Carey đưa ra trong quá trình sản xuất album. Nữ ca sĩ sẽ tạo nên lớp đệm cho mỗi bản nhạc bằng giọng nền trực tiếp, để tạo ra một âm thanh không bị can thiệp quá nhiều bởi khâu sản xuất, nhưng vẫn giữ được sự hòa quyện giữa các nhạc cụ.
Theo Marc Shapiro, album phản ánh những dấu hiệu về sự trưởng thành trong giọng hát của Carey, cũng như đại diện cho một tác phẩm mà cô thực sự tự hào. Đĩa đơn đầu tiên của album "Dreamlover" được mô tả là "một bản pop nhẹ nhàng", đại diện cho khía cạnh thương mại của Carey so với đĩa đơn đầu tay "Vision of Love" vốn tồn tại nhiều "tham vọng hơn". Các nhà phê bình tin rằng thành tích xếp hạng của bài hát là do nó được phát hành vào mùa hè, trong lúc mọi người vẫn đang tìm kiếm một âm thanh "không quá nặng nề" và đa dạng hơn. Sáng tác của bài hát được mô tả là "mang nhịp độ trung bình và nhẹ nhàng để có thể nhảy theo", với giọng hát của Carey được nhận định là "hạnh phúc vĩnh cữu", giống như "giọng một cô bé."

## Bài hát
—Carey, nói về chất giọng của cô trong Music Box, cũng như giọng hát của bản thân nói chung
"Hero", đĩa đơn thứ hai của Music Box, là một trong những bản ballad truyền cảm hứng nhất của Carey vào thời điểm đó. Bài hát được mô tả là "một bản ballad đầy sức sống", trong đó Carey sử dụng "âm vực thấp" đầy ấn tượng của mình. Là một trong những bài hát giàu xúc cảm nhất trong album, "Hero" gầy dựng cảm xúc thông qua từng câu hát, trước khi phần lời và giai điệu trở nên "đột phá" ở đoạn cuối. "Anytime You Need a Friend" là một bản pop ballad khác mà ở đó Carey sẽ "để giọng hát của cô tự do thể hiện", một khía cạnh các nhà phê bình cảm thấy thiếu trong album. Bài hát có cách xử lý bằng "chất giọng mộc và thấp", bên cạnh một số đoạn với âm vực cao của Carey. Như với hầu hết những bản nhạc khác từ Music Box, lời bài hát thể hiện một thông điệp tích cực và đây là bài hát duy nhất trong album lấy cảm hứng từ âm hưởng trong giọng hát của nhạc phúc âm xuyên suốt phần điệp khúc.
Bài hát chủ đề của album, "Music Box", là một bản ballad khác Carey đồng viết lời với Afanasieff. Nó được mô tả là một trong những sáng tác khó của Carey, bởi tính "mềm mại" của nó. Bài hát đòi hỏi rất nhiều kỹ thuật hát liền tiếng để giữ "sự mềm mại và ngọt ngào của giai điệu, mà không cần đến âm lượng." Giọng hát của Carey trong bản nhạc được định nghĩa là "mềm mại và được kiểm soát" để duy trì sự cân bằng tinh tế theo cách dễ dàng trước những âm thanh đàn phím và tiếng ảo diệu của đàn guitar. Về mặt ca từ, do thông điệp của bài hát đề cập đến "sự cam kết và lời hứa" kết hợp với  "âm thanh leng keng của hộp nhạc dựa trên tiếng đàn synthesizer", nó mang đến cảm giác như một buổi đọc tuyên thệ ở đám cưới. "Never Forget You" là một bài hát chậm rãi, với nội dung là câu chuyện về "những than thở xuất phát từ sự mất mát trong tình yêu, theo một cách rất dịu dàng." Nó bao gồm các nốt đàn phím được di chuyển qua từng câu hát và cho phép Carey sử dụng giọng hát đệm của cô. Nó được Nickson mô tả là một "bản nhạc nổi bật", một tác phẩm có thể dễ dàng trở thành một đĩa đơn ăn khách, "với một sức hấp dẫn có thể dễ dàng vượt qua các rào cản thế hệ."

## Quảng bá

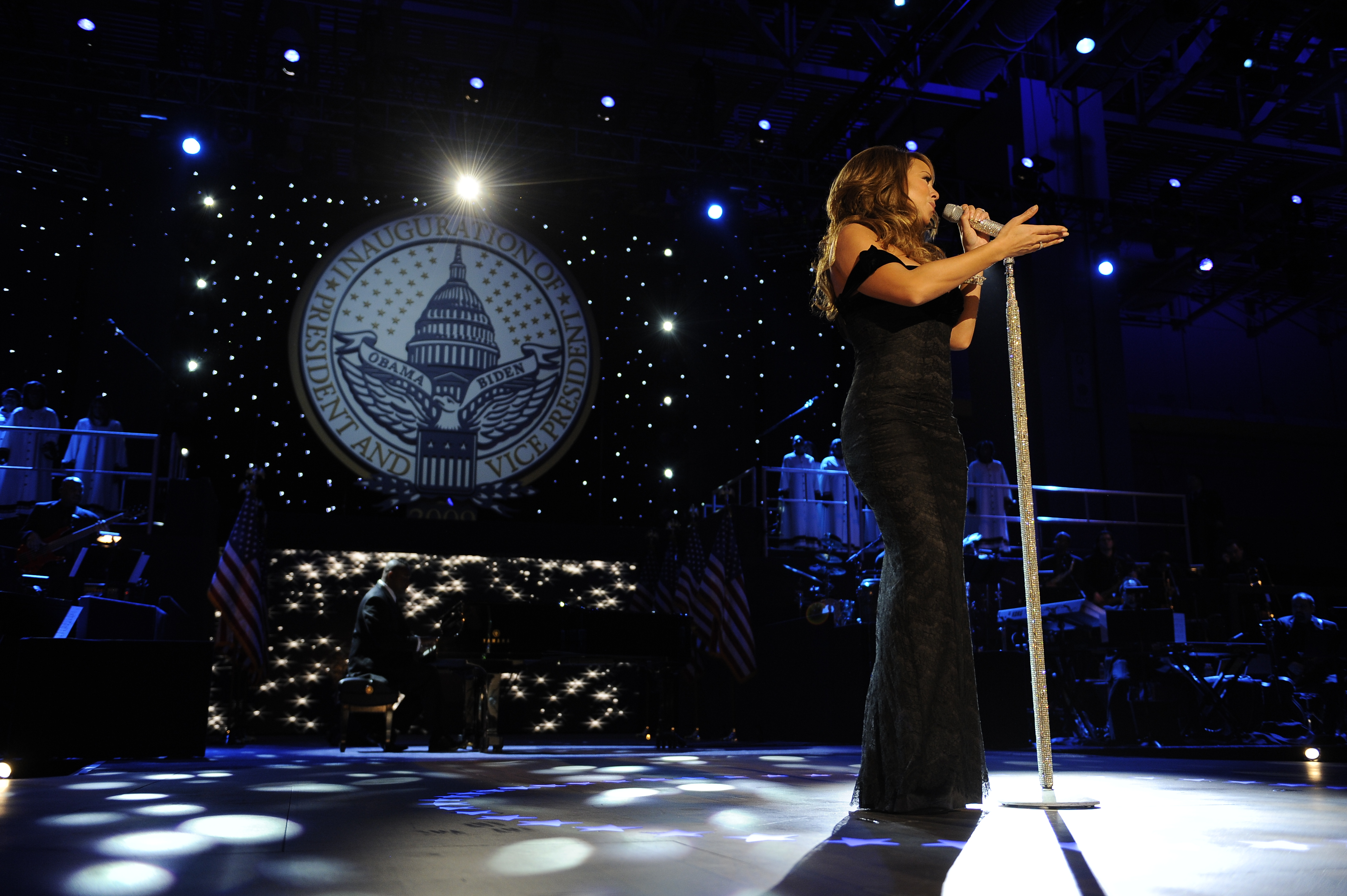
Carey trình diễn "Hero" trong đêm diễn kỷ niệm Lễ nhậm chức đầu tiên của Tổng thống Obama ở Washington D.C..

Để quảng bá album, Carey triển khai chuyến lưu diễn đầu tiên trong sự nghiệp của mình, Music Box Tour. Do chứng sợ sân khấu, Carey đã không đi lưu diễn để quảng bá cho những album trước và cũng không có kế hoạch tương tự đối với Music Box. Tuy nhiên, sau những thành công liên tục của album cũng như sự thuyết phục từ Mottola, Carey đã đồng ý. Bởi vì Carey không cảm thấy sẵn sàng về mặt thể chất lẫn tinh thần cho một chuyến lưu diễn kèo dài, sáu buổi hòa nhạc đã được lên kế hoạch, mỗi buổi diễn đều cách nhau nhiều ngày để giọng hát của cô có thời gian nghỉ ngơi. Một đêm diễn bổ sung tại Nhà hát Proctor cũng được thực hiện; ở đó, Carey đã quay chương trình đặc biệt kéo dài một giờ Here Is Mariah Carey để phát hành trong mùa Giáng sinh.
Khi vé được bán ra, các buổi hòa nhạc không bán hết ngay lập tức mà bán với tốc độ đều. Trong đêm mở màn, cô đã hát tại Nhà thi đấu Miami với khoảng 2/3 sức chứa của địa điểm được lấp đầy, một điều khiến quản lý của Carey lo lắng. Tuy nhiên, nữ ca sĩ dường như không bận tâm và bắt đầu trình diễn với tinh thần phấn chấn. Buổi biểu diễn đầu tiên ở Miami đã nhận được những đánh giá khá gay gắt; tuy nhiên những buổi hòa nhạc tiếp theo đều bán hết vé và gặt hái nhiều lời khen ngợi.
Bên cạnh chuyến lưu diễn lần đầu tiên trong sự nghiệp, Carey đã tham gia nhiều chương trình truyền hình ở Hoa Kỳ và châu Âu để trình diễn những đĩa đơn từ album. Cuối năm 1993, Carey thể hiện cả "Dreamlover" và "Hero" trên The Arsenio Hall Show. Những màn biểu diễn khác trong năm 1993 bao gồm "Hero" trên The Jay Leno Show và "Dreamlover" trong lần xuất hiện thứ tư của cô trên Top of the Pops. Carey tiếp tục quảng bá album vào năm 1994, trình diễn "Without You" trong lần thứ năm đến với Top of the Pops, cũng như ghé thăm Pháp, Đức, Nhật Bản, Tây Ban Nha và Thụy Điển. Ở giai đoạn giữa của Music Box Tour, Carey bắt đầu làm việc với Afanasieff trong album dịp lễ đầu tiên của cô Merry Christmas, được phát hành vào mùa Giáng sinh năm 1994. Ngoài ra, cả hai cũng được cho là đã bắt đầu thử nghiệm nhiều ý tưởng và âm nhạc cho dự án phòng thu thứ năm của nữ ca sĩ, Daydream (1995).

### Đĩa đơn
"Dreamlover" được phát hành dưới dạng đĩa đơn đầu tiên từ Music Box vào ngày 27 tháng 7 năm 1993. Nó ra mắt ở vị trí thứ 13 trên Billboard Hot 100, và sau đó thống trị bảng xếp hạng trong tám tuần với tần suất phát sóng rầm rộ trên đài phát thanh. "Dreamlover" cũng đứng đầu bảng xếp hạng ở Canada, và lọt vào top 10 ở nhiều quốc gia khác. Bài hát được chứng nhận Bạch kim bởi Hiệp hội Công nghiệp Ghi âm Hoa Kỳ (RIAA), ghi nhận lượng tiêu thụ đạt một triệu bản, cũng như chứng nhận sáu lần Bạch kim ở Úc và Vàng ở New Zealand. Video ca nhạc cho "Dreamlover" với "phong cảnh mùa hè", bao gồm những cảnh Carey bơi trong hồ bơi bên thác nước, nằm trên luống hoa hướng dương, cũng như hát trước các vũ công hip-hop. Video đã cố gắng nắm bắt cảm giác của "một video gia đình", cũng như tăng thêm chất tinh tế và thoáng đãng của nó, yếu tố giúp bài hát đứng đầu các bảng xếp hạng. Đĩa đơn thứ hai, "Hero" được phát hành vào ngày 19 tháng 10 năm 1993 và gặt hái nhiều lời ca ngợi từ các nhà phê bình âm nhạc, trong đó họ gọi nó là bản nhạc truyền cảm hứng nhất của Carey kể từ "Make It Happen". Nó trở thành đĩa đơn quán quân thứ tám của nữ ca sĩ ở Hoa Kỳ và vươn đến top 5 ở nhiều thị trường âm nhạc lớn khác. Video ca nhạc cho "Hero" là những cảnh quay từ buổi hòa nhạc của Carey tại Nhà hát Proctor, một công thức sẽ tiếp tục được thực hiện với video ca nhạc tiếp theo của cô cho "Without You".
"Without You" được chọn làm đĩa đơn thứ ba của album, và trở thành bản hit quốc tế lớn nhất trong sự nghiệp của Carey. Bài hát đạt vị trí thứ ba ở Hoa Kỳ, nhưng trải qua những thành công bùng nổ ở khắp châu Âu. Nó trở thành đĩa đơn đầu tiên của Carey đứng đầu ở Áo, Đức, Ireland, Thụy Điển, Thụy Sĩ và Vương quốc Anh, đồng thời thúc đẩy doanh số tiêu thụ của Music Box trên toàn thế giới. Carey đã đưa độ phổ biến của bài hát lên một tầm cao mới, thông qua bản hát lại rất thành công của cô. "Without You" được xếp hạng là một trong "50 bài hát được phát nhiều nhất năm" và thậm chí còn bán chạy hơn cả phiên bản gốc của Harry Nilsson, nhận được nhiều giải thưởng lẫn sự công nhận. "Anytime You Need a Friend", đĩa đơn cuối cùng của album cũng tiếp nối những thành công trước đó về mặt thương mại, giúp Carey đạt ngôi vị số một lần đầu tiên ở Phần Lan và lọt vào top 10 của nhiều quốc gia, đồng thời đạt vị trí thứ 12 ở Hoa Kỳ. Nó còn trở thành đĩa đơn thứ hai liên tiếp từ Music Box gặt hái nhiều thành công hơn ở Châu Âu so với thị trường trong nước.

## Đánh giá chuyên môn
| Đánh giá chuyên môn           | Đánh giá chuyên môn |
| Nguồn đánh giá                | Nguồn đánh giá      |
| Nguồn                         | Đánh giá            |
| ----------------------------- | ------------------- |
| AllMusic                      | [ 25 ]              |
| Billboard                     | [ 26 ]              |
| Christgau's Consumer Guide    | [ 27 ]              |
| Encyclopedia of Popular Music | [ 28 ]              |
| Entertainment Weekly          | C+                  |
| Los Angeles Times             | [ 30 ]              |
| Rolling Stone                 | [ 31 ]              |
| The Rolling Stone Album Guide | [ 32 ]              |

Music Box nhận được những đánh giá trái chiều từ các nhà phê bình, trong đó phần lớn ý kiến cho rằng các bản nhạc không bao hàm hoặc thiếu tính giá trị cao trong khâu sáng tác. Trên Rolling Stone, Stephen Holden cho rằng lời bài hát "hoàn toàn được tạo nên từ những khuôn mẫu sáo rỗng của pop và soul" trong một album "được tính toán chuẩn xác để trở thành một tác phẩm bom tấn với những thành công có thể gây nên chút khó chịu". Christopher John Farley từ Time gọi nó là "hời hợt và gần như không chứa đựng tâm huyết" mặc dù vẫn tồn tại một số điểm nổi bật trong "Anytime You Need a Friend" và bài hát chủ đề. Trên Entertainment Weekly, David Browne nhận thấy màn thể hiện thiếu năng lượng của Carey và giọng hát của cô không còn bay bổng so với phần hát nền của điệp khúc. Thay vào đó, ông viết, nữ ca sĩ "nhỏ giọt qua chúng như si rô thay vì chế ngự chúng; cô ấy để những giai điệu tự nói lên cho chính mình." Dennis Hunt đặc biệt chỉ trích trên tờ Los Angeles Times khi viết rằng những bản pop-soul của Carey vẫn thiếu cảm xúc mặc dù cô đã "giảm bớt sự phô diễn giọng hát". Ông chỉ ra rằng Music Box đang cố gắng hướng đến khán giả đương đại trưởng thành vốn "thích tâm hồn của mình được quét vôi trắng và với liều lượng nhỏ". Nhà phê bình của Village Voice Robert Christgau gắn nhãn nó là "bỏ đi", và cho biết "một bản thu âm tồi với những chi tiết hiếm khi phải suy nghĩ thêm một cách thấu đáo".
Trong một bài đánh giá hồi tưởng cho AllMusic, Ron Wynn cho rằng Music Box "thành công một phần" và tin rằng Carey thật thông minh khi khám phá cách tiếp cận giọng hát của bản thân theo cách khác, nhưng cuối cùng kết quả lại "rời rạc ở một vài chỗ". Ngoại trừ "Hero" và "Dreamlover", những bài hát khác thiếu "tính cách và sự mãnh liệt" thường thấy của cô, theo Wynn. Q ấn tượng hơn về bản thu âm, viết rằng "buổi tiệc năm 1993 này đối với sức mạnh chinh phục tất cả của tình yêu là một khoảnh khắc then chốt của cô ấy". Mặc dù vấp phải những đánh giá không mấy tích cực từ giới chuyên môn, album đã gặt hái nhiều giải thưởng và đề cử khác nhau, bao gồm đề cử tại giải thưởng Âm nhạc Soul Train cho Album R&B/Soul xuất sắc nhất, Nữ vào năm 1994, cũng như hai đề cử tại giải thưởng Âm nhạc Mỹ năm 1995 ở hạng mục Album Pop/Rock được yêu thích nhất và Album Soul/R&B được yêu thích nhất. Ngoài ra, hai đĩa đơn đầu tiên của Music Box còn lần lượt nhận được những đề cử giải Grammy cho Trình diễn giọng pop nữ xuất sắc nhất trong hai năm liên tiếp, với "Dreamlover" tại lễ trao giải thường niên lần thứ 36 và "Hero" một năm sau đó.

### Thành tựu
| Ấn phẩm | Thành tựu                               | Hạng | Nguồn  |
| ------- | --------------------------------------- | ---- | ------ |
| Complex | 50 Album R&B xuất sắc nhất thập niên 90 | 29   | [ 38 ] |

## Diễn biến thương mại
Music Box lọt vào bảng xếp hạng Billboard 200 ở vị trí thứ hai, với 174.000 bản được bán ra. Trong tuần thứ 15 sau khi phát hành, album đứng đầu bảng xếp hạng và đạt được doanh số tiêu thụ tuần cao nhất vào tháng 12 năm 1993, bán được 295.000 bản trong tuần đầu tiên giữ hạng nhất, 395.000 bản vào tuần sau và đạt đỉnh với 505.000 bản được bán vào tuần cuối cùng của năm. Nó trụ vững ở ngôi vị quán quân trong tám tuần không liên tiếp. Music Box tồn tại ở top 10 trong 31 tuần và trên Billboard 200 trong 128 tuần (hơn hai năm, lâu hơn bất kỳ album nào khác của Carey), đồng thời xuất hiện lại ba lần trên bảng xếp hạng. Album cũng đạt vị trí số một trên bảng xếp hạng Top R&B/Hip-Hop Albums. Đây là album bán chạy thứ hai của năm 1994 ở Hoa Kỳ, chỉ đứng sau The Sign của Ace of Base. Tại Hoa Kỳ, Music Box trở thành album bán chạy nhất trong sự nghiệp của Carey vào thời điểm đó, được chứng nhận Kim cương bởi Hiệp hội Công nghiệp ghi âm Mỹ (RIAA), với số lượng đĩa xuất xưởng đạt mười triệu bản.
Album cũng trở nên rất thành công ở Canada, đạt vị trí thứ hai trên bảng xếp hạng và được chứng nhận bảy đĩa Bạch kim bởi Hiệp hội Công nghiệp ghi âm Canada (CRIA). Music Box đã trở thành tác phẩm bán chạy nhất của Carey ở châu Âu, đứng đầu các bảng xếp hạng ở Áo, Bỉ, Đan Mạch, Phần Lan, Pháp, Đức, Ireland, Bồ Đào Nha, Thụy Sĩ và Vương quốc Anh. Tại Đức, nó trở thành album có thứ hạng cao nhất của cô với 80 tuần trụ vững trên bảng xếp hạng, 11 trong số đó ở vị trí số một. Doanh số bán album ở Đức cũng rất ấn tượng, với chứng nhận Bạch kim kép của Hiệp hội Công nghiệp Âm nhạc Liên bang (BVMI), công nhận lượng tiêu thụ cán mốc một triệu bản. Tại Vương quốc Anh, Music Box vẫn là bản thu âm bán chạy nhất của Carey, đứng đầu UK Albums Chart trong sáu tuần không liên tiếp và được chứng nhận bảy đĩa Bạch kim. Ngoài ra, nó còn trở thành album triệu bản ở Pháp, nhận được chứng nhận Kim cương và đứng đầu bảng xếp hạng album tại đây. Doanh số bán ra của Music Box ở Pháp được ước tính là 1.418.100 bản. Album cũng được chứng nhận sáu lần Bạch kim ở Hà Lan.
Tại Úc, Music Box trải qua 18 tuần không liên tiếp ở vị trí số một và được chứng nhận Bạch kim 12 lần bởi Hiệp hội Công nghiệp ghi âm Úc (ARIA), với số lượng đĩa hát xuất xưởng đạt 840.000 bản. Nó cũng trở thành album bán chạy nhất năm 1994 tại đây. Ở châu Á, Music Box trở thành một trong những album bán chạy nhất năm 1994, bán được 2.2 triệu bản chỉ riêng tại Nhật Bản. Giám đốc tiếp thị của Sony Music Andy Yavasis tuyên bố doanh số của album đã cán mốc 600.000 bản ở Hàn Quốc, 150.000 bản ở Đài Loan, 110.000 bản ở Singapore và 100.000 bản ở Hồng Kông vào tháng 7 năm 1994. Tính đến nay, Music Box đã bán được 28 triệu bản trên toàn thế giới, và là một trong những album bán chạy nhất mọi thời đại.

## Danh sách bài hát
Tất cả lời bài hát được viết bởi Mariah Carey, ngoại trừ một số ghi chú.
| Music Box – Phiên bản Bắc Mỹ | Music Box – Phiên bản Bắc Mỹ                                    | Music Box – Phiên bản Bắc Mỹ      | Music Box – Phiên bản Bắc Mỹ | Music Box – Phiên bản Bắc Mỹ |
| STT                          | Nhan đề                                                         | Phổ nhạc                          | Sản xuất                     | Thời lượng                   |
| ---------------------------- | --------------------------------------------------------------- | --------------------------------- | ---------------------------- | ---------------------------- |
| 1.                           | "Dreamlover"                                                    | Carey Dave Hall                   | Carey Walter Afanasieff Hall | 3:54                         |
| 2.                           | "Hero"                                                          | Carey Afanasieff                  | Carey Afanasieff             | 4:19                         |
| 3.                           | "Anytime You Need a Friend"                                     | Carey Afanasieff                  | Carey Afanasieff             | 4:26                         |
| 4.                           | "Music Box"                                                     | Carey Afanasieff                  | Carey Afanasieff             | 4:57                         |
| 5.                           | "Now That I Know"                                               | Carey Robert Clivillés David Cole | Carey Clivillés Cole         | 4:19                         |
| 6.                           | "Never Forget You" (Carey, Babyface)                            | Carey Babyface                    | Carey Babyface Daryl Simmons | 3:46                         |
| 7.                           | "Without You" (bản hát lại của Badfinger) (Pete Ham, Tom Evans) | Ham Evans                         | Carey Afanasieff             | 3:36                         |
| 8.                           | "Just to Hold You Once Again"                                   | Carey Afanasieff                  | Carey Afanasieff             | 3:59                         |
| 9.                           | "I've Been Thinking About You"                                  | Carey Clivillés Cole              | Carey Clivillés Cole         | 4:48                         |
| 10.                          | "All I've Ever Wanted"                                          | Carey Afanasieff                  | Carey Afanasieff             | 3:51                         |

| Music Box – Track bổ sung ở châu Âu, Úc và Nhật Bản | Music Box – Track bổ sung ở châu Âu, Úc và Nhật Bản | Music Box – Track bổ sung ở châu Âu, Úc và Nhật Bản | Music Box – Track bổ sung ở châu Âu, Úc và Nhật Bản | Music Box – Track bổ sung ở châu Âu, Úc và Nhật Bản |
| STT                                                 | Nhan đề                                             | Phổ nhạc                                            | Sản xuất                                            | Thời lượng                                          |
| --------------------------------------------------- | --------------------------------------------------- | --------------------------------------------------- | --------------------------------------------------- | --------------------------------------------------- |
| 11.                                                 | "Everything Fades Away"                             | Carey Afanasieff                                    | Carey Afanasieff                                    | 5:25                                                |

| Music Box – Track bổ sung ở Mỹ La tinh | Music Box – Track bổ sung ở Mỹ La tinh | Music Box – Track bổ sung ở Mỹ La tinh | Music Box – Track bổ sung ở Mỹ La tinh | Music Box – Track bổ sung ở Mỹ La tinh |
| STT                                    | Nhan đề                                | Phổ nhạc                               | Sản xuất                               | Thời lượng                             |
| -------------------------------------- | -------------------------------------- | -------------------------------------- | -------------------------------------- | -------------------------------------- |
| 11.                                    | "Heroe"                                | Carey Afanasieff                       | Carey Afanasieff                       | 4:19                                   |

Trích dẫn nhạc mẫu
- "Dreamlover" bao gồm đoạn nhạc mẫu từ "Blind Alley" bởi The Emotions (1972).
- "I've Been Thinking About You" bao gồm đoạn nhạc mẫu từ "Synthetic Substitution" bởi Melvin Bliss (1973) và "Just a Touch of Love" bởi Slave (1979).

## Thành phần thực hiện
Thành phần thực hiện được trích từ ghi chú của Music Box, Columbia Records.
| Nhà soạn nhạc - Mariah Carey – hát chính, giọng nền - Walter Afanasieff – đàn phím, hỗ trợ đàn phím, synthesizer - Dave Hall – synthesizer, đàn phím, lập trình nhịp điệu - David Cole – đàn phím - Babyface – đàn phím, bộ gõ, giọng nền - Ren Klyce – lập trình Akai & Roland - Gary Cirimelli – lập trình MacIntosh và synthesizer - Ricky Crespo – lập trình - Shawn Lucas – lập trình - James T. Alfano – lập trình - Michael Landau – guitar - Kayo – bass - Robert Clivillés – trống, bộ gõ - Mark C. Rooney – giọng nền - Cindy Mizelle – giọng nền - Melonie Daniels – giọng nền - Kelly Price – giọng nền - Shanrae Price – giọng nền | Sản xuất - Mariah Carey – cải biên - Dave Hall – cải biên - Walter Afanasieff – cải biên - Robert Clivilles – cải biên - David Cole – cải biên - Babyface – cải biên - Bob Rosa – kỹ sư âm nhạc, kỹ sư phối khí - David Gleeson – kỹ sư âm nhạc - Dana Jon Chappelle – kỹ sư âm nhạc, kỹ sư giọng hát - Acar Key – kỹ sư âm nhạc - Frank Filipetti – kỹ sư âm nhạc - Jim Zumpano – kỹ sư âm nhạc - Jim Caruana – kỹ sư âm nhạc thứ hai - Jen Monnar – kỹ sư âm nhạc thứ hai - Kent Matcke – kỹ sư âm nhạc thứ hai - Mark Krieg – kỹ sư âm nhạc thứ hai - Kirk Yano – hỗ trợ kỹ sư âm nhạc - Mick Guzauski – phối khí - Bob Ludwig – chỉnh âm tại Gateway Master Studios |

## Xếp hạng
| Bảng xếp hạng (1993–94)                  | Vị trí cao nhất |
| ---------------------------------------- | --------------- |
| Argentina (CAPIF)                        | 7               |
| Album Úc (ARIA)                          | 1               |
| Album Áo (Ö3 Austria)                    | 1               |
| Bỉ (IFPI Belgium)                        | 1               |
| Canada (RPM)                             | 2               |
| Canada (The Record)                      | 5               |
| Đan Mạch (Hitlisten)                     | 1               |
| Album Hà Lan (Album Top 100)             | 1               |
| Châu Âu (European Top 100 Albums)        | 1               |
| Phần Lan (Suomen virallinen lista)       | 1               |
| Pháp (SNEP)                              | 1               |
| Đức (Offizielle Top 100)                 | 1               |
| Hồng Kông (IFPI)                         | 5               |
| Album Hungaria (MAHASZ)                  | 4               |
| Ireland (IRMA)                           | 1               |
| Ý (FIMI)                                 | 3               |
| Nhật Bản (Oricon)                        | 2               |
| Album New Zealand (RMNZ)                 | 2               |
| Album Na Uy (VG-lista)                   | 2               |
| Bồ Đào Nha (AFP)                         | 1               |
| Album Scotland (OCC)                     | 1               |
| Nam Phi (RISA)                           | 2               |
| Tây Ban Nha (PROMUSICAE)                 | 2               |
| Album Thụy Điển (Sverigetopplistan)      | 3               |
| Album Thụy Sĩ (Schweizer Hitparade)      | 1               |
| Album Anh Quốc (OCC)                     | 1               |
| Album Anh Quốc R&B (OCC)                 | 1               |
| Album Hoa Kỳ Billboard 200               | 1               |
| Album Hoa Kỳ Top R&B/Hip-Hop (Billboard) | 1               |

| Bảng xếp hạng (1990–1999)    | Vị trí |
| ---------------------------- | ------ |
| Austrian Albums (Ö3 Austria) | 32     |
| US Billboard 200             | 26     |

| Bảng xếp hạng (1993)                         | Vị trí |
| -------------------------------------------- | ------ |
| Australian Albums (ARIA)                     | 33     |
| Canadian Albums (RPM)                        | 21     |
| Dutch Albums (MegaCharts)                    | 18     |
| Europe (European Top 100 Albums)             | 47     |
| Japanese Albums (Oricon)                     | 23     |
| New Zealand Albums (RMNZ)                    | 30     |
| Norwegian Christmas Period Albums (VG-lista) | 7      |
| UK Albums (OCC)                              | 13     |
| US Billboard 200                             | 40     |
| US Top R&B/Hip-Hop Albums (Billboard)        | 33     |
| Bảng xếp hạng (1994)                         | Vị trí |
| Australian Albums (ARIA)                     | 1      |
| Austrian Albums (Ö3 Austria)                 | 1      |
| Canadian Albums (RPM)                        | 10     |
| Dutch Albums (MegaCharts)                    | 1      |
| Europe (European Top 100 Albums)             | 1      |
| French Albums (SNEP)                         | 3      |
| German Albums (Offizielle Top 100)           | 1      |
| Italian Albums (FIMI)                        | 4      |
| Japanese Albums (Oricon)                     | 12     |
| New Zealand Albums (RMNZ)                    | 2      |
| Norwegian Spring Period Albums (VG-lista)    | 4      |
| Norwegian Summer Period Albums (VG-lista)    | 4      |
| Norwegian Winter Period Albums (VG-lista)    | 17     |
| Portuguese Albums (AFP)                      | 2      |
| Swedish Albums (Sverigetopplistan)           | 10     |
| Swiss Albums (Schweizer Hitparade)           | 1      |
| UK Albums (OCC)                              | 4      |
| US Billboard 200                             | 2      |
| US Top R&B/Hip-Hop Albums (Billboard)        | 8      |
| Bảng xếp hạng (1995)                         | Vị trí |
| Australian Albums (ARIA)                     | 88     |
| Belgian Albums (Ultratop Wallonia)           | 60     |
| Dutch Albums (MegaCharts)                    | 53     |
| Europe (European Top 100 Albums)             | 66     |
| US Billboard 200                             | 124    |

| Bảng xếp hạng            | Vị trí |
| ------------------------ | ------ |
| US Billboard 200         | 87     |
| US Billboard 200 (Women) | 27     |

## Chứng nhận
| Quốc gia                                                                           | Chứng nhận   | Số đơn vị/doanh số chứng nhận |
| ---------------------------------------------------------------------------------- | ------------ | ----------------------------- |
| Úc (ARIA)                                                                          | 12× Bạch kim | 860,000                       |
| Áo (IFPI Áo)                                                                       | 2× Bạch kim  | 100.000*                      |
| Bỉ (BEA)                                                                           | 2× Bạch kim  | 100.000*                      |
| Brasil (Pro-Música Brasil)                                                         | Vàng         | 100.000*                      |
| Canada (Music Canada)                                                              | 7× Bạch kim  | 700.000^                      |
| Phần Lan (Musiikkituottajat)                                                       | Vàng         | 47,382                        |
| Pháp (SNEP)                                                                        | Kim cương    | 1,418,000                     |
| Đức (BVMI)                                                                         | 2× Bạch kim  | 1,400,000                     |
| Nhật Bản (RIAJ)                                                                    | Triệu        | 2,300,000                     |
| Hà Lan (NVPI)                                                                      | 6× Bạch kim  | 600.000^                      |
| New Zealand (RMNZ)                                                                 | 5× Bạch kim  | 75.000^                       |
| Na Uy (IFPI)                                                                       | 8× Bạch kim  | 160.000*                      |
| Tây Ban Nha (PROMUSICAE)                                                           | 4× Bạch kim  | 400.000^                      |
| Thụy Điển (GLF)                                                                    | Bạch kim     | 100.000^                      |
| Thụy Sĩ (IFPI)                                                                     | 4× Bạch kim  | 200.000^                      |
| Anh Quốc (BPI)                                                                     | 5× Bạch kim  | 1.500.000^                    |
| Hoa Kỳ (RIAA)                                                                      | Kim cương    | 7,300,000                     |
| * Chứng nhận dựa theo doanh số tiêu thụ. ^ Chứng nhận dựa theo doanh số nhập hàng. |              |                               |